# Kerberosaurus manakini
Kerberosaurus manakini es la única especie conocida del género extinto Kerberosaurus (“lagarto de Kerberos”) de dinosaurio ornitópodo hadrosáurido que vivió a finales del período Cretácico, hace unos 66 millones de años, en el Maastrichtiense, en lo que hoy es Asia. Sus restos se encontraron en la Formación Tsagayan Blagoveschensk, en la región de Amur, Rusia. Los fósiles provienen de un lecho de huesos y su cabeza parece indicar que estaba relacionado con Saurolophus y Prosaurolophus. Llegó a medir alrededor de 9 metros de largo, como todo hadrosáurido, Kerberosaurus habría sido un gran herbívoro que caminaba alternadamente en forma bípeda y cuadrúpeda, consumiendo materia vegetal con complejas baterías dentales.
En 1984, Yuri Bolotsky y el Instituto de investigación del Complejo de Amur descubrieron una gran cama de huesos en Blagoveschensk. La mayoría de los restos pertenecen a Amurosaurus, un lambeosaurino, además de algunas tortugas, cocodrilos, terópodos, nodosáuridos, y un nuevo saurolofino. De este último, el material craneal, el holotipo AENM 1/319, que consta de una cúpula craneal y otros restos fueron suficientes para permitir que se nombrara un nuevo género.
Los caracteres de diagnóstico incluían frontales estrechos, una forma única de la caja craneal y una división bien delimitada entre el área del hueso que rodea las fosas nasales y el hueso fuera de ella. No se ofreció reconstrucción del cráneo parcial fragmentario. En su análisis cladístico, los autores encontraron que Kerberosaurus era el taxón hermano de Saurolophus y Prosaurolophus. Por otro lado, Xing et al. en 2014 consideraron a Kundurosaurus nagornyi como un sinónimo más moderno de Kerberosaurus manakini sobre la base de su coincidencia dentro de la misma formación y presencia de caracteres compartidos en sus esqueletos.
Bolotsky y Godefroit en 2004 encontraron interesantes implicaciones paleogeográficas. Las relaciones con otros géneros de este dinosaurio descritas por ellos aportan nueva evidencia que soporta la teoría de intercambios faunísticos entre el este de Asia y Norteamérica a finales del Cretáceo, ya que los otros dos géneros son de Norteamérica o al menos poseen especies allí. Los saurolofininidos se pudieron haber separado de su grupo hermano, los edmontosaurinidos, en el temprano Campaniense, de Asia, y haberse movido al este dejando una población separada, representada por Kerberosaurus, para regresar a Asia después y evolucionar para dar lugar a Saurolophus angustirostris.